# Dolores Enríquez Arranz
María Dolores Enríquez Arranz (Madrid, 16 d'octubre de 1913 - 25 de febrer de 2010) fou una conservadora de museus espanyola amb una trajectòria molt lligada al Museu Nacional d'Arts Decoratives de Madrid.

## Trajectòria
Cursà els seus estudis de Batxillerat a un Institut-Escola, una institució que seguia els principis educatius de la Institución Libre de Enseñanza.
L'any 1933, començà els seus estudis de Filosofia i Lletres, a la secció d'edat mitjana a la Universitat de Madrid. Durant el seu primer any universitari, participà en el "Creuer universitari pel Mediterrani de 1933". Els seus estudis van ser interromputs per l'esclat de la Guerra Civil Espanyola, és per això que no es pogué llicenciar fins a l'any 1940, el mateix any que la seva companya María Luisa Vázquez de Parga Iglesias, historiadora i conservadora de museus.
L'any 1942, Enríquez fou nomenada funcionària interina al Museu Arqueològic Nacional i, el 3 de juliol de 1944, aprovà les oposicions al Cos Facultatiu d'Arxivers, Bibliotecaris i Arqueòlegs. L'any següent, el 1945, va ser destinada Museu Nacional d'Arts Decoratives de Madrid, on, l'any 1965, va ser nomenada directora de forma temporal després de la jubilació de la titular Pilar Fernández Vega.
Enríquez va dur a terme també una important tasca docent. A l'Escola d'Arts i Oficis de Madrid va ser professora durant dos cursos, entre el 1944 i el 1946, de l'assignatura d'Història de l'Art. L'any 1948, després de guanyar l'oposició per a professora auxiliar a l'Institut d'Ensenyances Professionals de la Dona, va començar a impartir les classes d'Arts Decoratives, que la Secció Femenina duia a terme. A més, fou professora de Llengua Espanyola a l'Institut Tècnic d'Ensenyament Santa Teresa de Jesús de Madrid.

## Obra
- 1978 – Museo Nacional de Artes Decorativas. Servicio de Publicaciones del Ministerio de Educación y Ciencia. ISBN 9788436905335.[4]

## Reconeixements
L'any 2020, s'inclogué dins del projecte “Mujeres Investigadoras en los Archivos Estatales (1900-1970)” per a la descripció arxivística i per a la creació d'un microlloc específic al Portal d'Arxius Espanyols (PARES), desenvolupat entre els anys 2020 i 2023. Aquest projecte ha estat impulsat per la Subdirecció General d'Arxius Estatals, amb l'objectiu de visibilitzar la tasca d'investigació realitzada a Espanya per dones en l'interval 1900-1970 a partir dels registres documentals que es conserven als Arxius de Gestió dels Arxius Espanyols del Ministeri de Cultura (l'Arxiu Històric Nacional, l'Arxiu de la Corona d'Aragó, l'Arxiu General de Simancas, l'Arxiu General d'Índies, l'arxiu de la Reial Cancelleria de Valladolid, l'Arxiu General de l'Administració i el Centre d'Informació Documental d'Arxius).